# 2. Dragonregiment

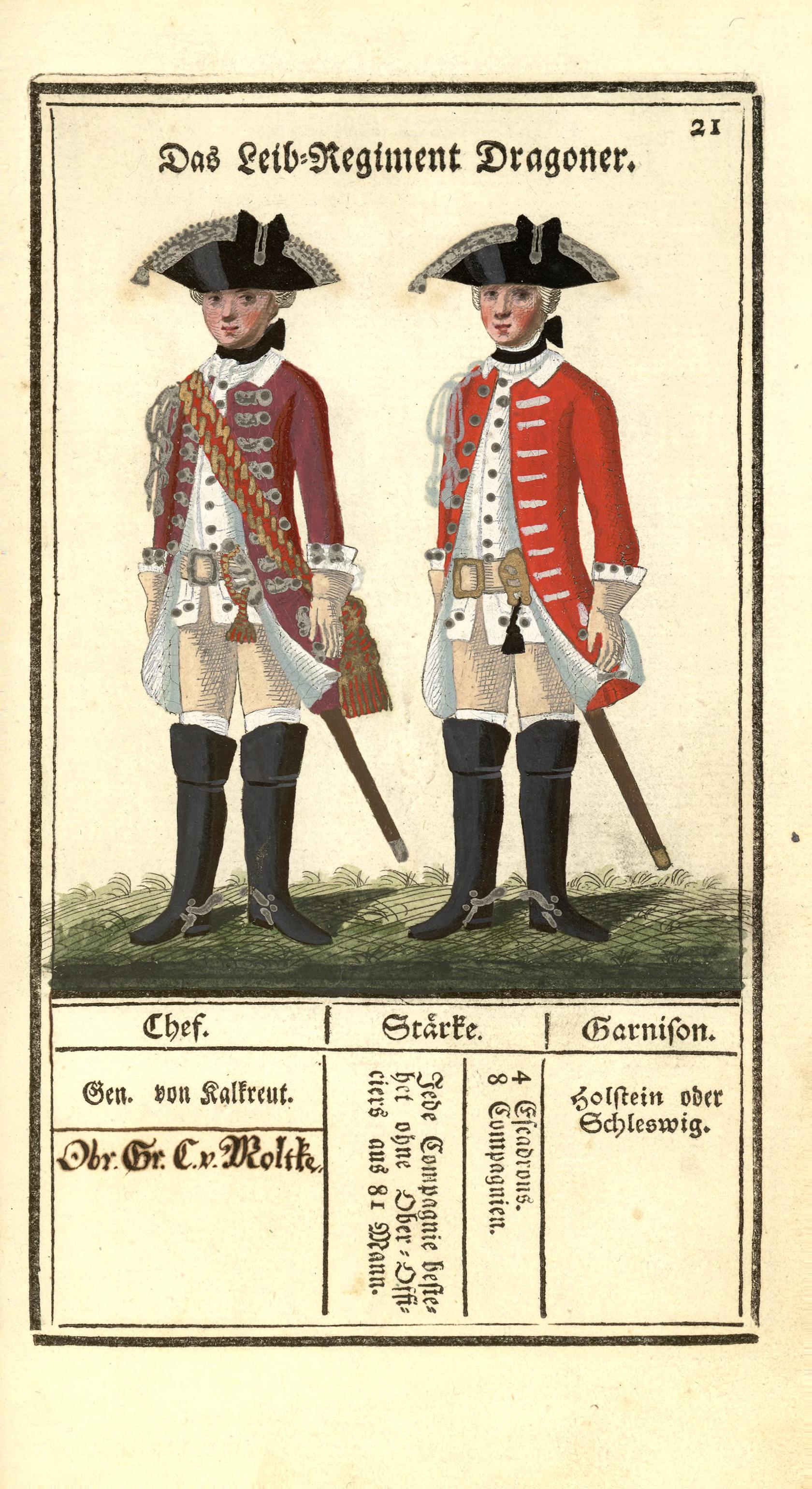
Livregiment Dragoners uniform 1760–1761.

2. Dragonregiment (på svenska: Andra dragonregementet), var ett danskt dragonregemente som var verksamt under olika namn mellan 1683 och 1910.

## Historia
Regementet bildades den 27 december 1683 som Løvendahls Dragoneskadron efter baron Valdemar Løvendal och blev året därefter ett fullt regemente. Det var förlagt i Slesvig-Holstein. Regementet deltog under Stora nordiska kriget bland annat vid slagen vid Helsingborg 1710 och Gadebusch 1712. Under Slesvig-holsteinska kriget 1848 till 1851 var regementet förlagt i Holstein och anslöt sig till de slesvig-holsteinska separatisterna och ansågs därför som upplöst. Efter den danska segern återupprättades regementet, men dess förläggningsort flyttades huvudsakligen till Odense och därefter olika orter i västra Själland. Regementet var även upplöst under en kort period mellan den 24 mars 1865 och den 30 september 1867. Efter 1867 var förläggningsorten Odense. Regementet upplöstes slutligen den 20 juni 1910.

## Förbandschefer fram till 1734
- Valdemar Løvendahl, från 27 december 1683
- Caesar la Batt, från 9 november 1700
- Christian Rodsteen, från 15 juni 1706
- Christian Adolph von Holsten, från 7 december 1709 till 10 mars 1710 (stupad)
- Reimer Hans von Bülow, från 11 mars 1706 till 20 december 1712 (stupad)
- Hans Henrik Bibow, från 21 december 1712
- Adolph Frederik Staffeldt, från 22 mars 1720
- Balthasar Ahlefeldt, från 15 maj 1734

Källa: Rigsarkivet